# Ursuskerk (Termunten)
De Ursuskerk is een romanogotische kerk in Termunten in de Groninger gemeente Eemsdelta.
De kerk was sinds 1594 in gebruik bij de hervormde gemeente, die in 2006 opging in de Protestantse Gemeente Woldendorp-Termunten/Borgsweer (sinds 2017 Protestantse Gemeente Eems-Dollard). Het gebouw werd in 2014 overgedragen aan de Stichting Oude Groninger Kerken.

## Naam
Mogelijk is de kerk gewijd aan de soldatenheilige Ursus van Solothurn (3e eeuw) en een onbekende heilige, wellicht Cyprianus of Kilianus. Een zegelafdruk uit 1347 toont een krijgsman en een bisschop, ieder met een zwaard in de hand, en het onvolledige randschrift ...IANI ET VRSI PATRONORUM MTNENSIV. Of dit het zegel van Groot- dan wel van Klein-Termunten of van beide dorpen samen was, is onduidelijk. Het latere kerspelzegel van Termunten (onder andere bewaard in een afdruk uit 1609) nam alleen de afbeelding van de bisschop over en verbond die vermoedelijk ten onrechte met het opschrift SIGILUM MVNTERNAE SVRSVS.

## Geschiedenis
De ontstaansgeschiedenis is onderzocht door de archeoloog Albert van Giffen. De kerk werd gebouwd in de tweede helft van de dertiende eeuw op de plaats van een oudere tufstenen voorganger. De huidige kerk vormt een restant van wat eens een grote kruiskerk is geweest. Wat resteert zijn het priesterkoor en de vieringtravee. De dwarsarmen werden afgebroken aan het eind van de 16e eeuw en het schip in de 17e eeuw. De nabijgelegen parochiekerk van Klein-Termunten kort na 1578 gesloopt. Dat geldt ook voor het het Grijzemonnikenklooster, bij Baamsum, dat in 1569 werd geplunderd en in brand gestoken door watergeuzen. In 1570 verlieten de monniken het klooster en na 1594 werden de restanten afgebroken.
Bij de kerk stond een middeleeuwse vrijstaande toren die in de 19e eeuw instortte, waarop in dezelfde eeuw een dakruiter werd geplaatst op de kerk. De luidklok uit 1796 werd in 1943 in beslag genomen door de Duitse bezetters en werd na de oorlog vervangen door een nieuwe klok. De kerk werd in april 1945 geraakt door lichtspoormunitie van de Duitse 'Batterie Termunten' bij Fiemel. Daarop ontstond een grote brand waarbij dak, dakruiter, de oude gewelven met schilderingen, het orgel en meubilair in vlammen opgingen. In hetzelfde jaar werd opdracht gegeven tot het herstel van de kerk, dat duurde van 1948 tot 1951. Hierbij werd een toren aan de kerk vastgebouwd.
In de kerk staat een romaans doopvont uit de twaalfde eeuw.
De kerk was de parochiekerk van het dorp Groot-Termunten. Op de nabijgelegen wierde van Klein- of Lutke-Termunten stond een tweede tufstenen kerk, die omstreeks 1574 is afgebroken. Dit was de oudste dorpskerk, die wellicht nog een houten voorganger heeft gehad.

## Orgel
Bij de grote brand van 1945 was ook het monumentale kerkorgel van de Groninger orgelbouwer Matthias Amoor uit 1739 verloren gegaan. Daarna had de Ursuskerk 65 jaar lang geen orgel, totdat in 2010 een instrument werd geplaatst dat in 1866 is gebouwd door Nikolaas Anthonie Gerhard Lohman (1834-1871), de laatste van vier generaties van belangrijke orgelmakers uit de familie Lohman. Dit orgel had hij oorspronkelijk gebouwd voor de Doopsgezinde Kerk in Nieuw-Scheemda. Na de sluiting daarvan verhuisde het in 1921 naar de Doopsgezinde kerk in Noordbroek. Toen ook die gesloten werd ontfermden particulieren zich over het instrument en sloegen het op. Daardoor kon het vanaf 2007 worden gerestaureerd en in 2010 in de Ursuskerk in Termunten in gebruik worden genomen.

## Fotogalerij

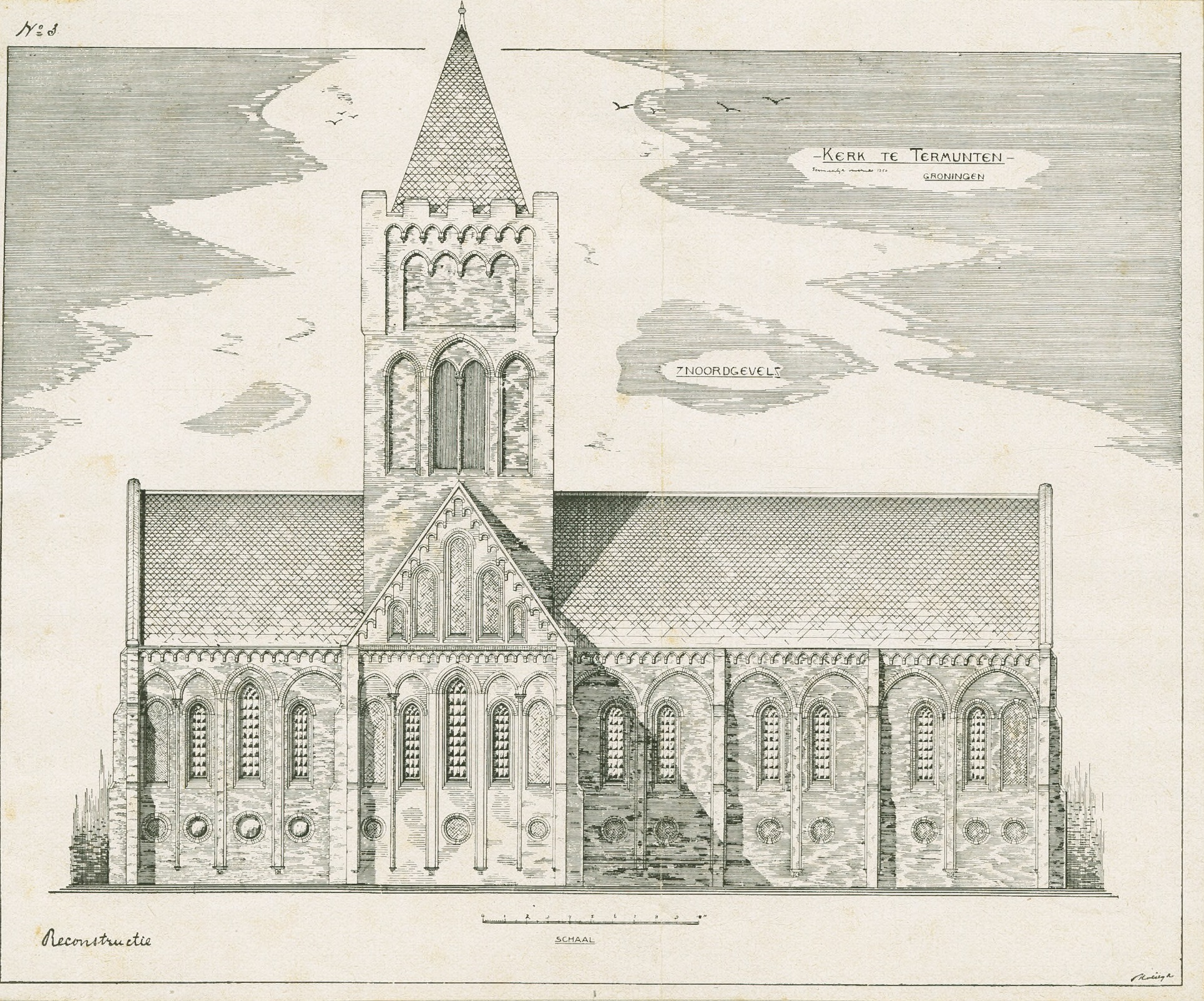
Reconstructie van hoe de oorspronkelijke kruiskerk er rond 1350 zou kunnen hebben uitgezien.
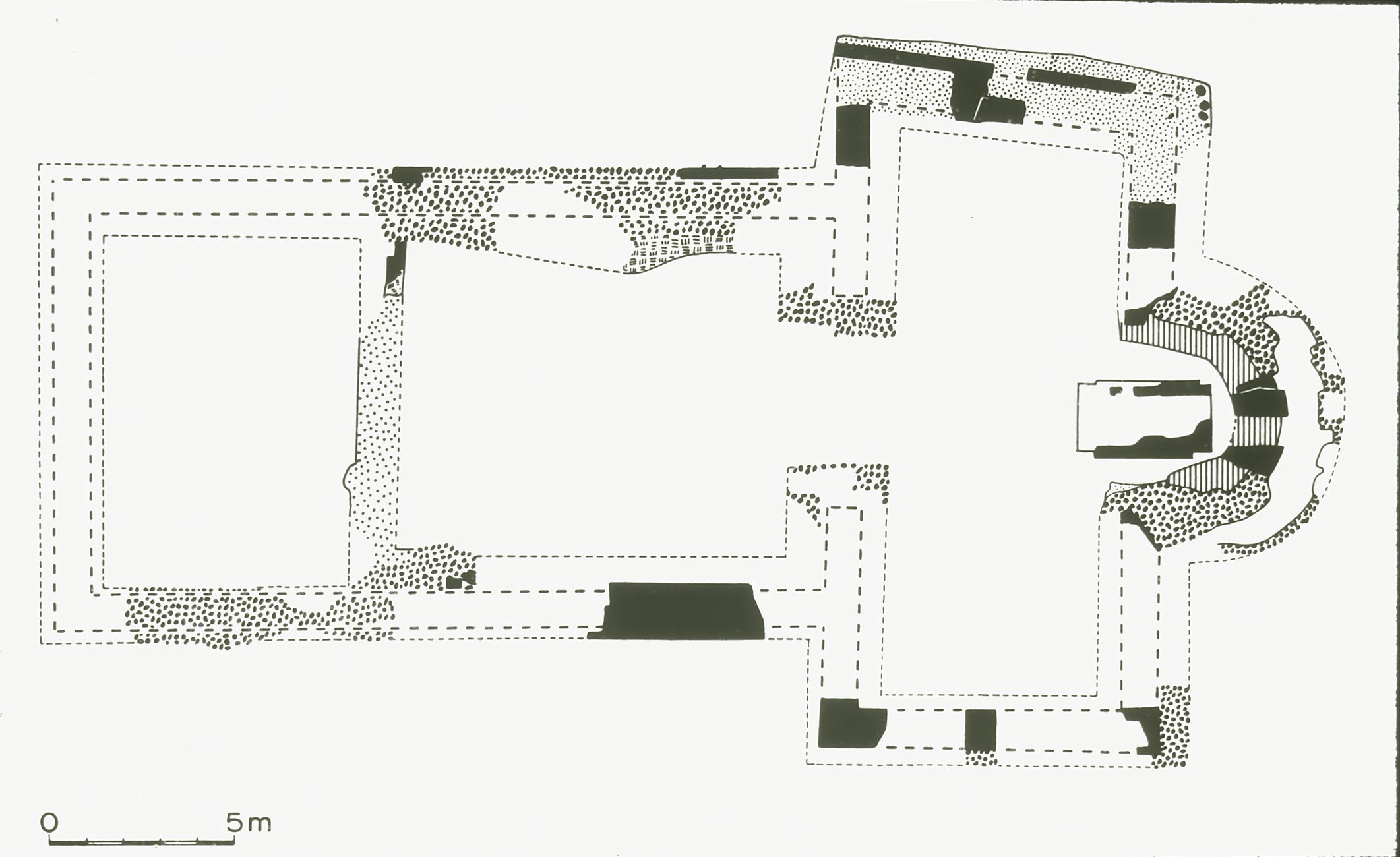
Plattegrond van de kerk op basis van de opgravingen van Van Giffen
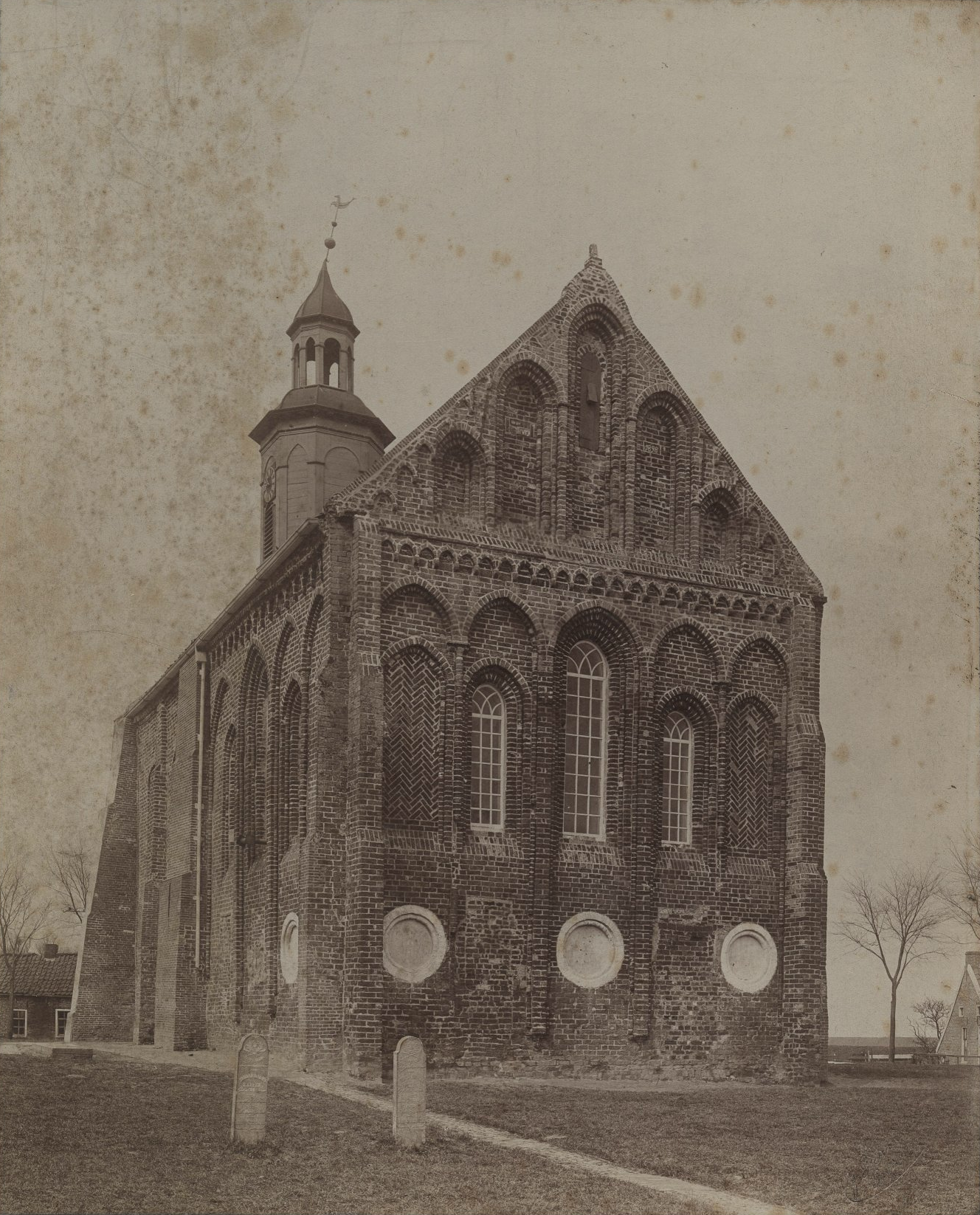
Ursuskerk rond 1900 met de oude dakruiter (foto van Johannes Gerhardus Kramer)
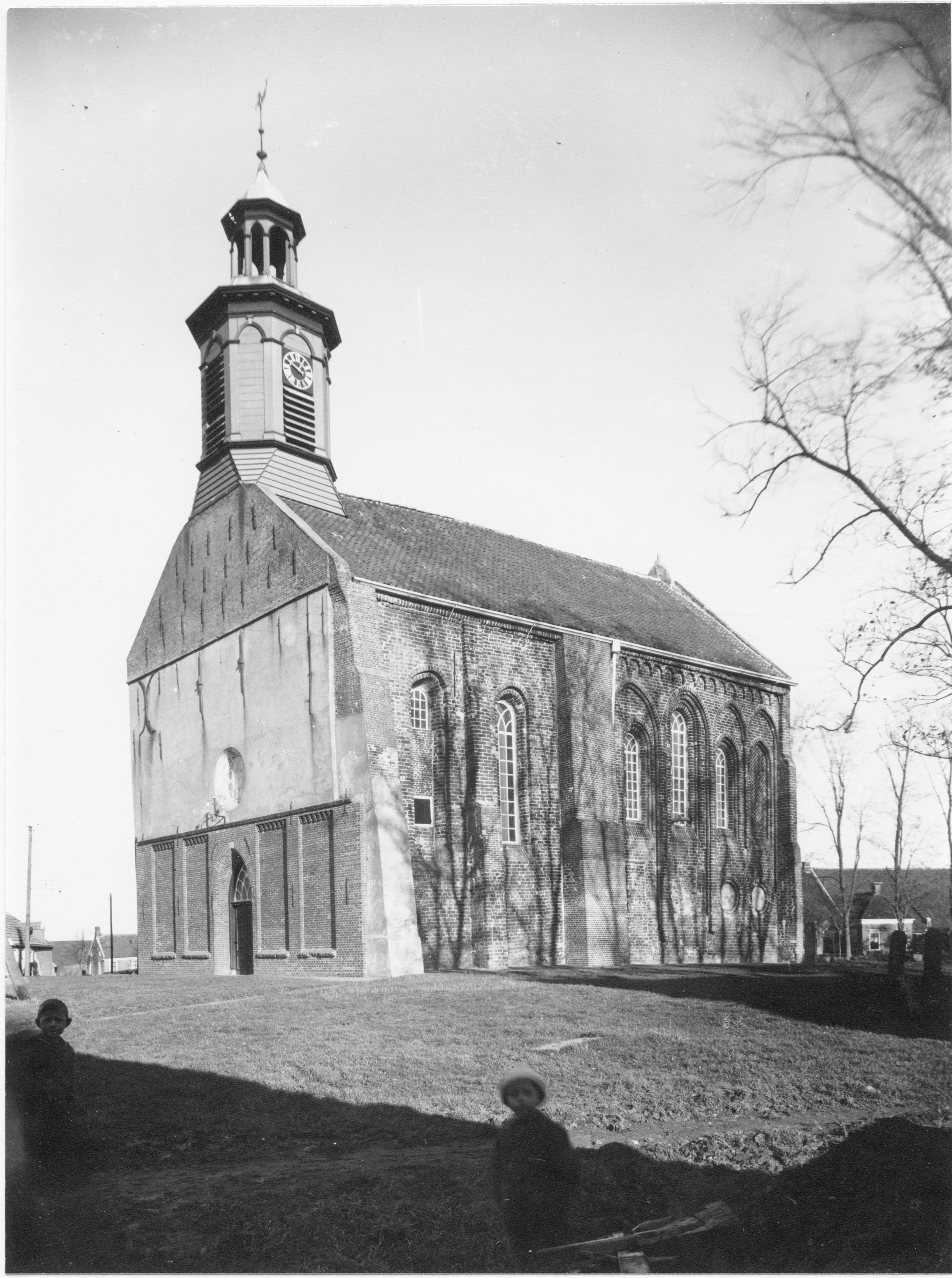
Westzijde kerk (1928)
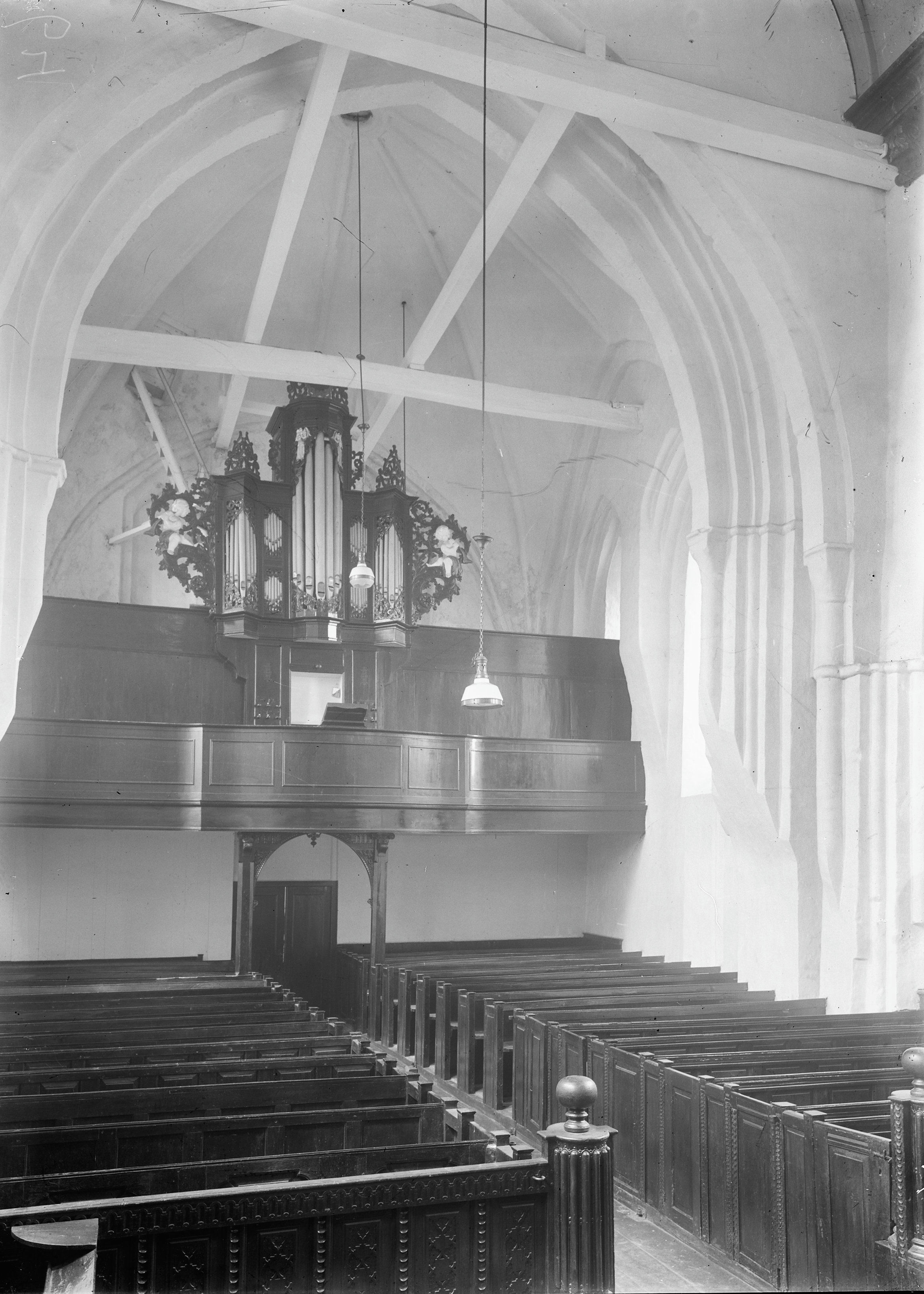
Interieur rond 1935 met het oude orgel van Matthias Amoor
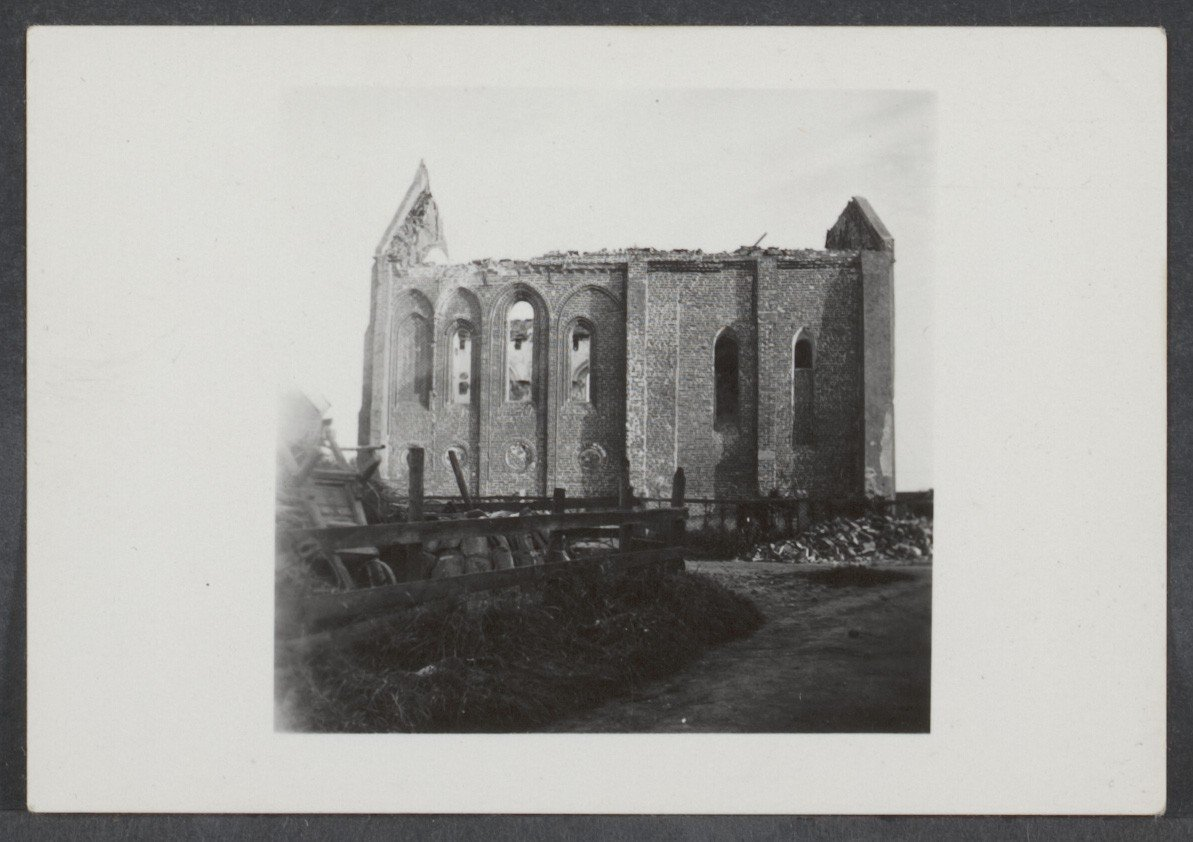
De verwoeste kerk (1945)
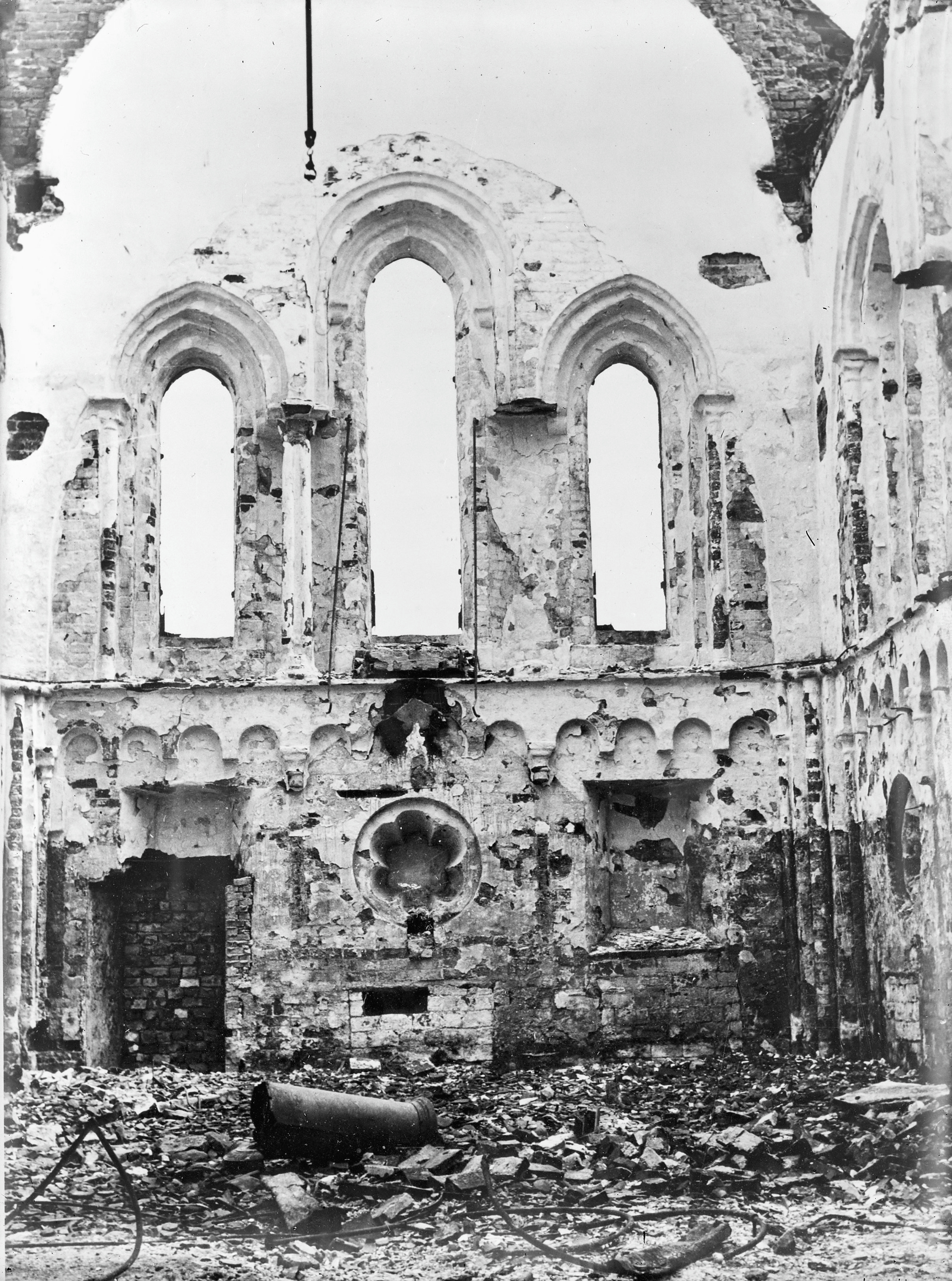
Verwoest interieur naar het oosten (1945)
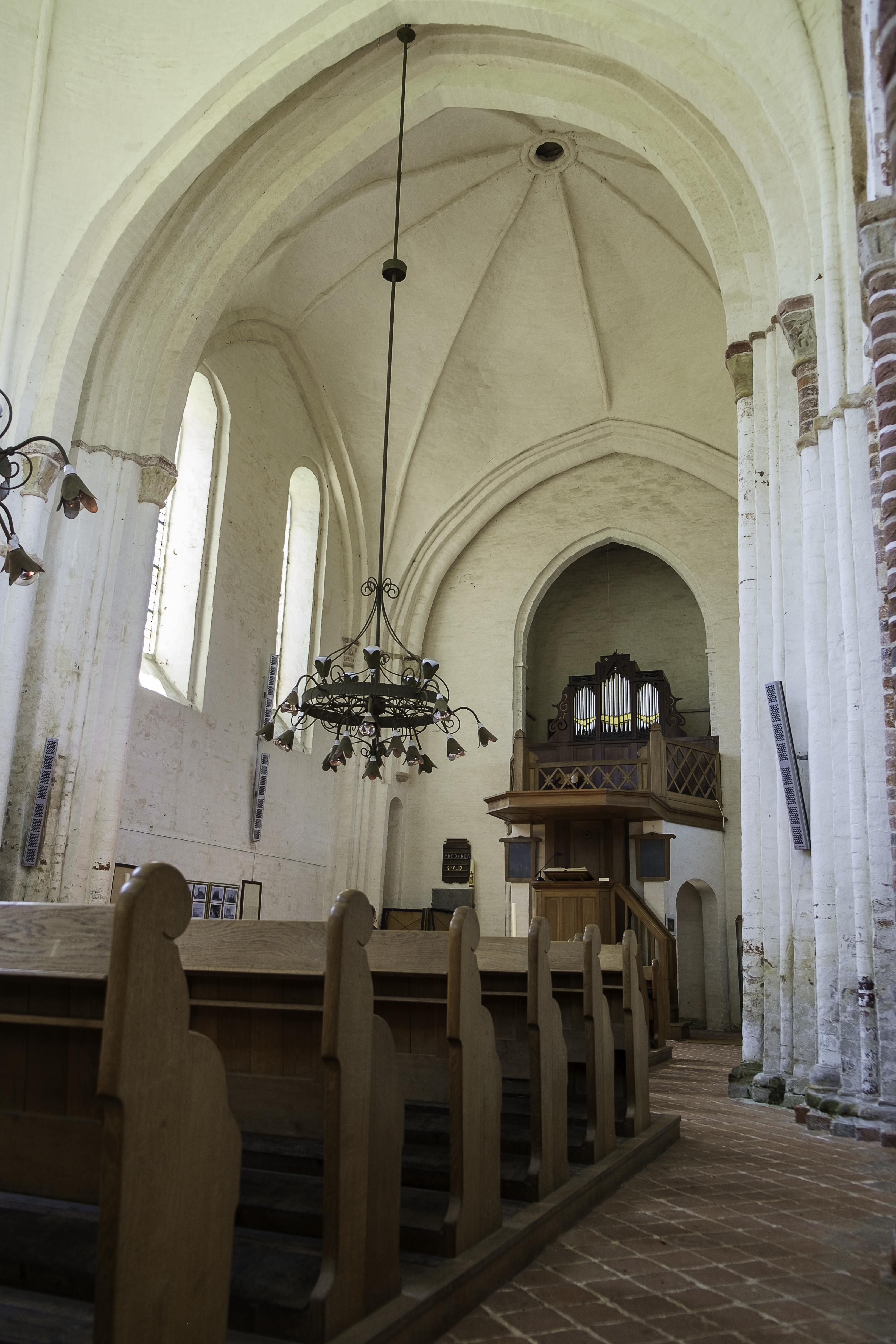
Interieur naar het westen
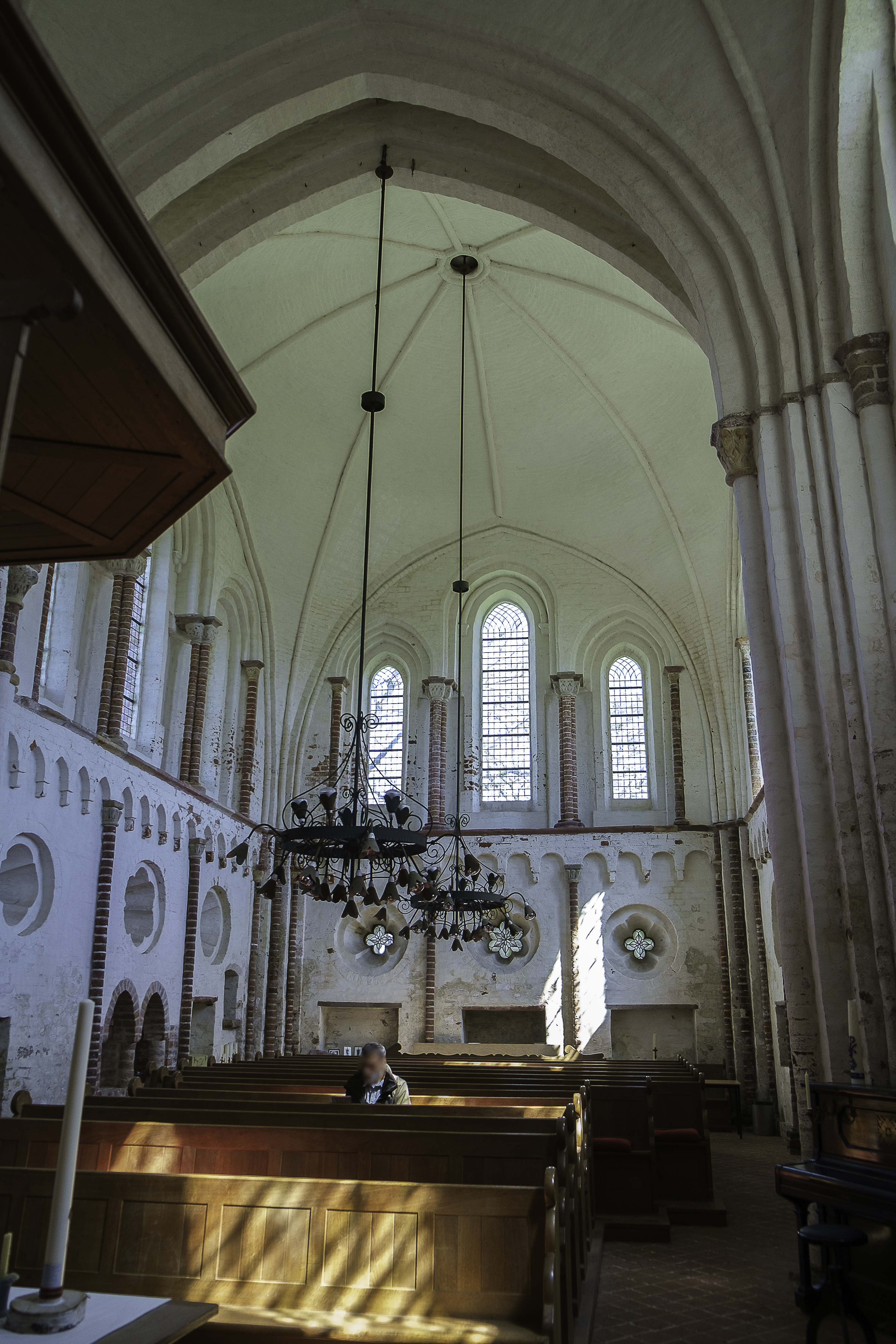
Interieur naar het oosten
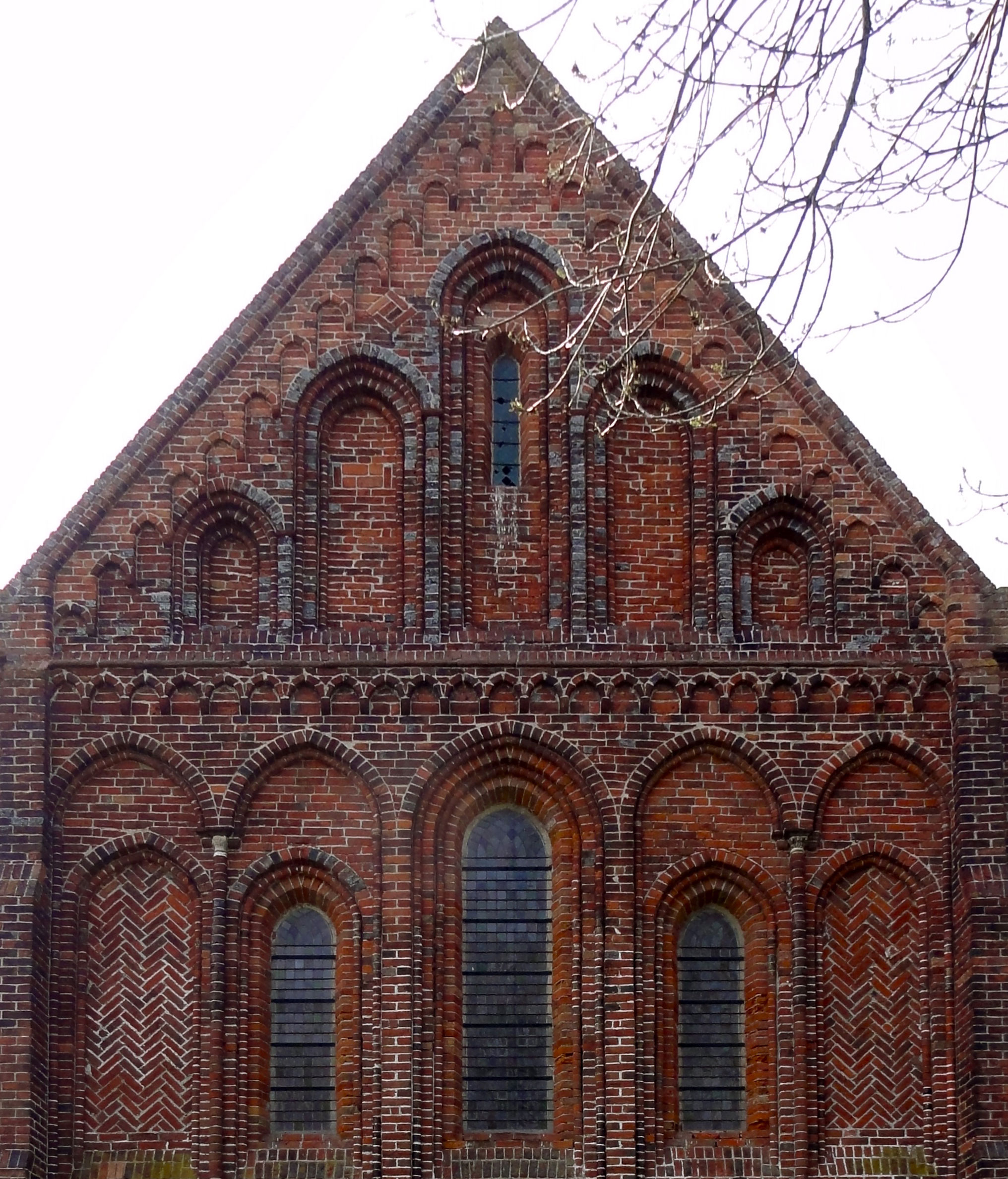
Rondboogvensters en klimmende bogen in de achtermuur
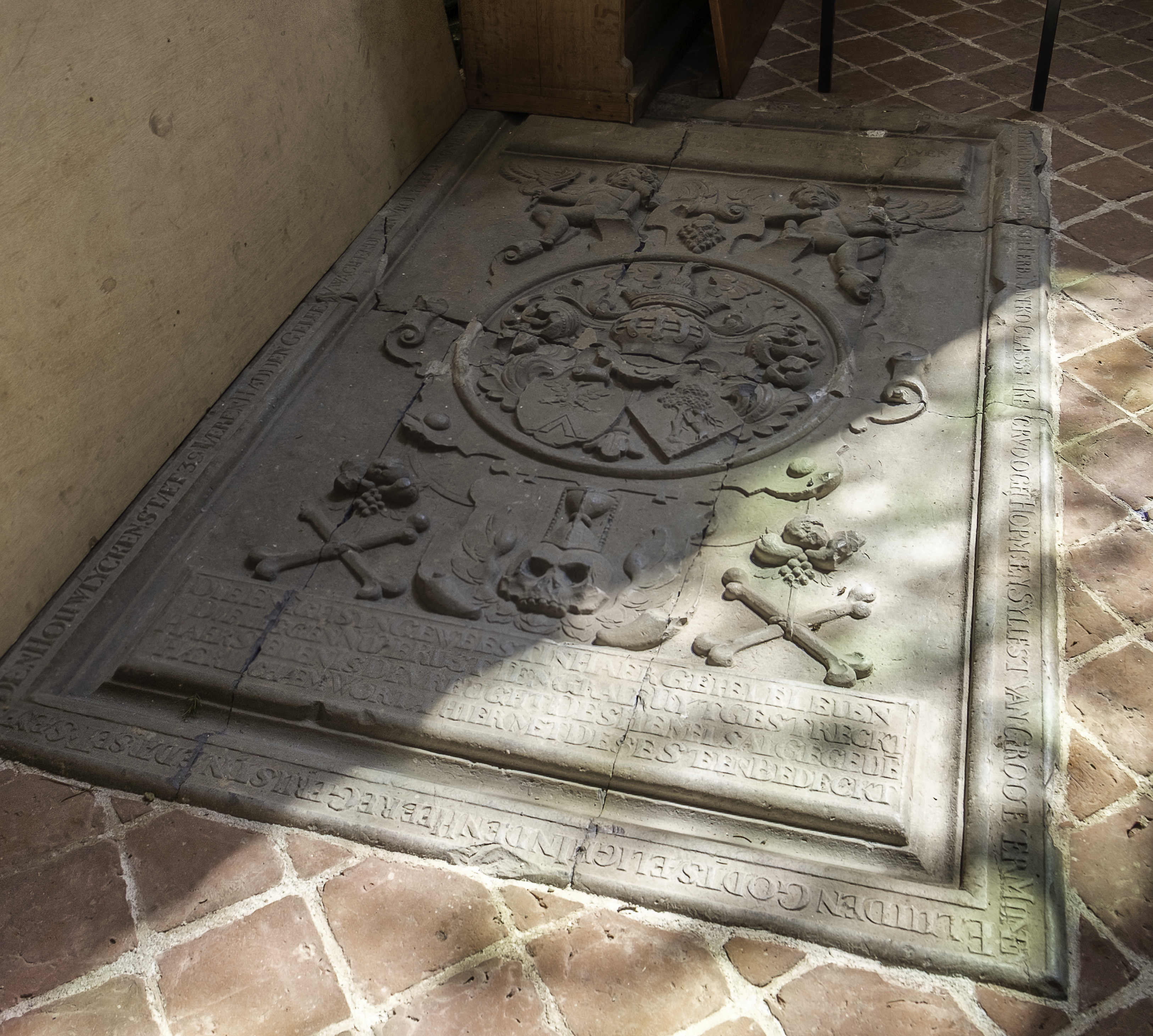
Grafzerk in de kerk
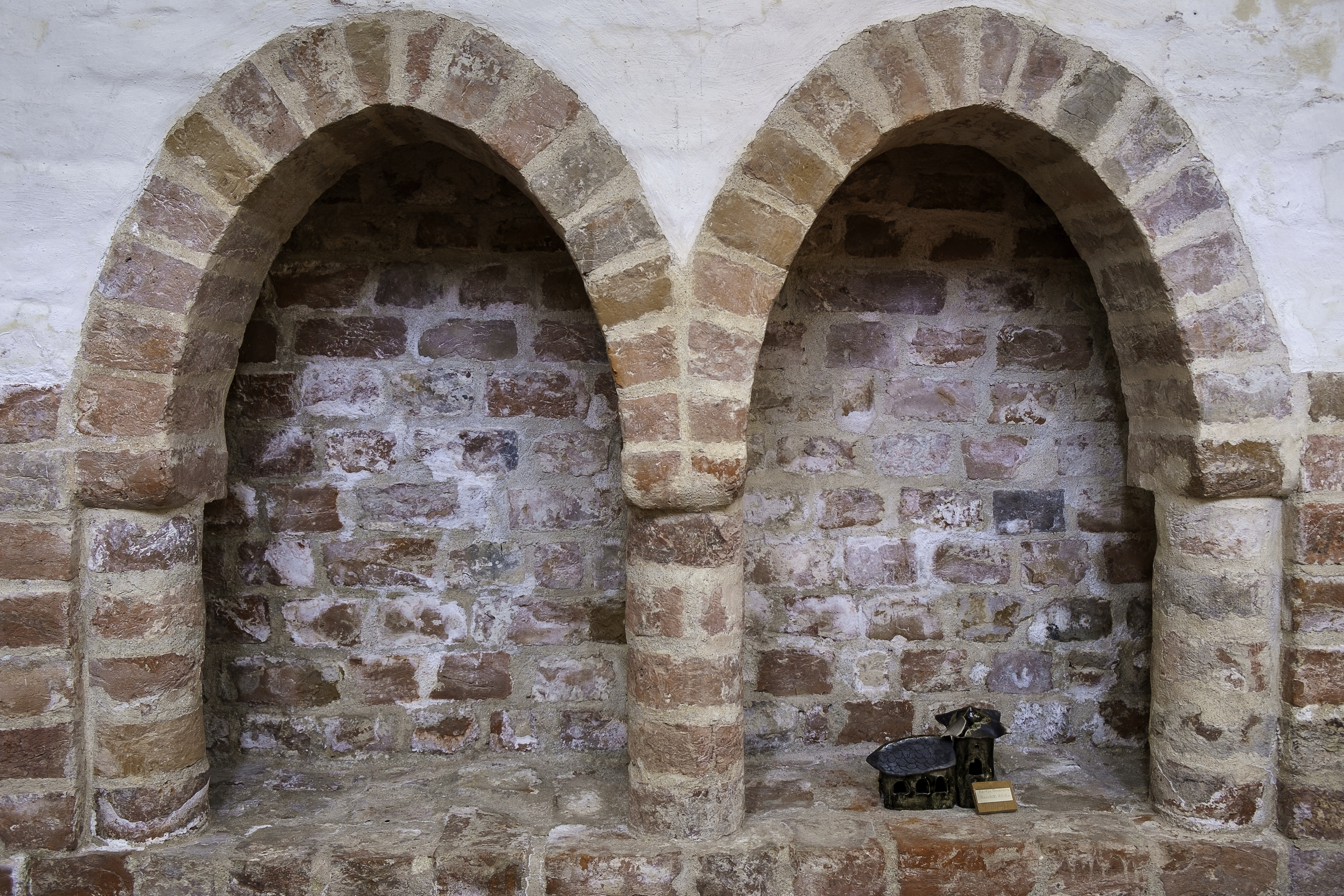
Twee boognissen
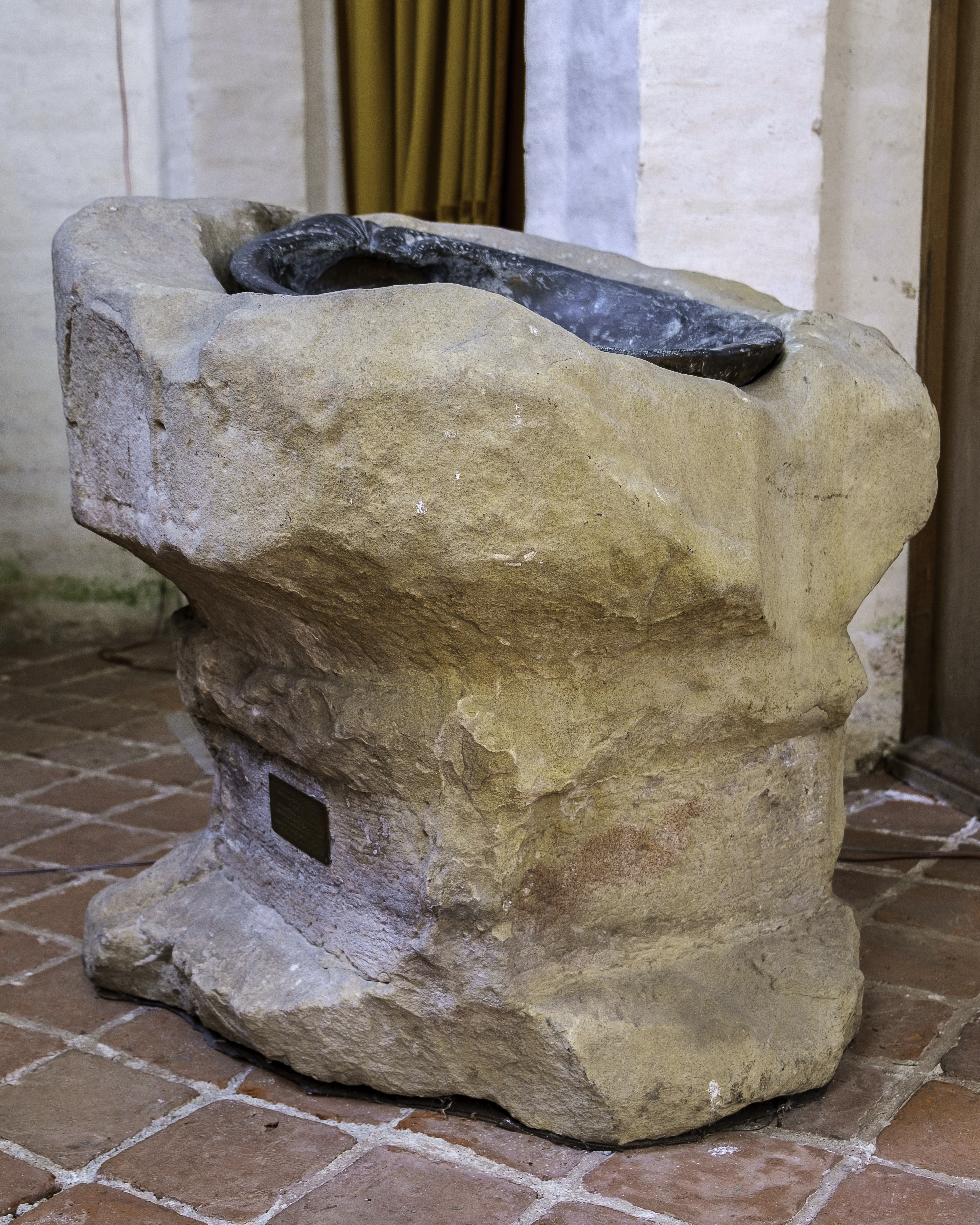
Doopvont van rond 1200 uit de kerk van Heveskes
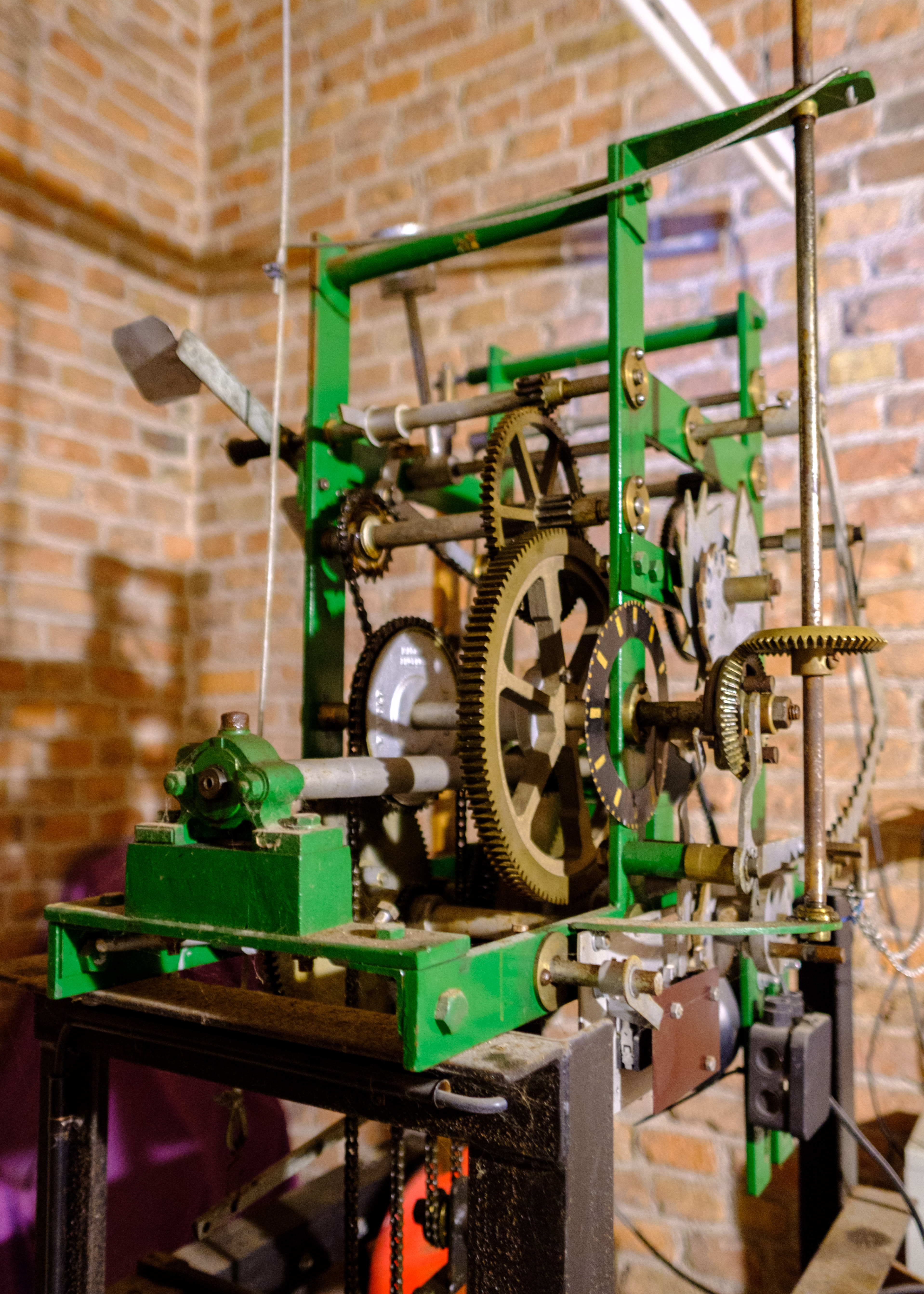
Torenuurwerk
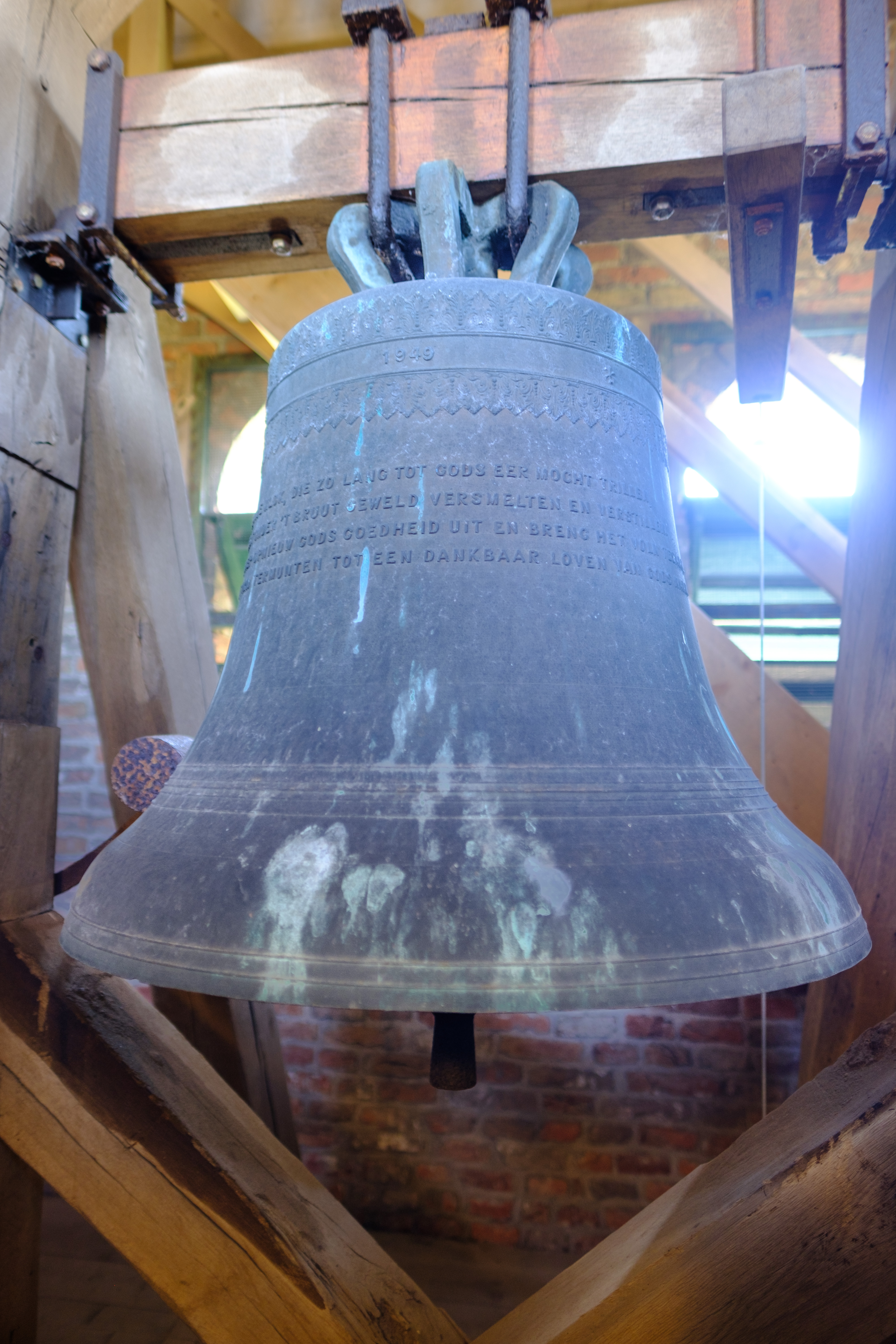
Kerkklok uit 1949

## Trivia
- De vroegere gemeente Termunten heeft geprobeerd de heilige Ursus in het gemeentewapen opgenomen te krijgen. De burgemeester droeg in die tijd een ambtsketen met het zegel van het kerspel Termunten en niet met een afbeelding van het gemeentewapen.[7]
- Over deze kerk maakte Fons van Wanroij een gedicht bij een schilderij van Geert Schreuder, waarvan hier één strofe:

Dat is genoeg voor mij
en ook voor dit kerkje aan zee,
eenzaam overgebleven schip,
het kon zich maar amper staande,
houden. Elementen zwijgen nooit,
hoor het aanwaaien van de angst.

Fragment uit: Termunten Kerkje aan zee 